# جواو غويليرمي غارسيا
جواو غويليرمي غارسيا (بالإنجليزية: Joao Guilherme Garcia)‏ هو لاعب كرة قدم ومدرب كرة قدم أمريكي في مركز قلب الدفاع، ولد في 17 يوليو 1986 في ريو دي جانيرو في البرازيل. لعب مع Miami Dade FC ‏.